# Serginho (Fußballspieler, 1972)
Serginho (* 15. Oktober 1972 in Rio de Janeiro; bürgerlich Sérgio Eduardo Ferreira da Cunha) ist ein ehemaliger brasilianischer Fußballspieler.

## Karriere
Serginho spielte für Brasilien in einem Spiel bei der Junioren-Fußballweltmeisterschaft 1991 mit.
Er trat in seiner Heimat für weniger bekannte Vereine an: AA Portuguesa (RJ), Olaria AC, America FC (RJ), Vitória FC (ES). Im Alter von knapp 22 Jahren wechselte er nach Madeira, Portugal zu CD Nacional Funchal und war maßgeblich beteiligt am Aufstieg des Vereins aus der dritten über die Liga de Honra bis in die Primeira Liga, wo sich der Klub schließlich etablierte.
In der Primeira Liga 2003/04, schon gegen Ende seiner Karriere, traf Serginho in 19 Spielen zweimal und qualifizierte sich über Platz vier mit Nacional erstmals in der Klubgeschichte für die UEFA-Cup; nach einer weiteren Saison ging er in niedrigere Spielklassen in sein Heimatland zu Juventude de Caxias und Estácio de Sá Futebol Clube und in Portugal (União Madeira und UD Santana, beide auf Madeira), bevor er 2007 seine Karriere beendete. Er war der Allzeit-Torschützenkönig von Nacional mit um die 100 Toren und hatte mit 250 die meisten Einsätze für diesen Verein.